# Andris Krūmiņš
Andris Krūmiņš (* 27. Juli 1976 in Talsi, Lettische SSR) ist ein ehemaliger lettischer Volleyball- und Beachvolleyballspieler. Er ist vierfacher lettischer Volleyballmeister und lettischer Pokalsieger.

## Karriere
Krūmiņš spielte seine ersten Open-Turniere 1997 und 1998 mit Normunds Linkevicz. 1999 bildete er ein Duo mit Jānis Grīnbergs. Die Letten setzten sich bei der Europameisterschaft 2000 nach einem knappen Auftaktsieg auch gegen die Deutschen Ahmann/Hager durch, bevor sie sich den Norwegern Kjemperud/Høidalen und den Russen Karassew/Saifulin geschlagen geben mussten. Im nächsten Jahr verloren sie das Auftaktspiel der EM 2001 in Jesolo, kamen aber in der Verliererrunde fast noch ins Halbfinale, ehe sie im Tiebreak den Österreichern Doppler/Gartmayer unterlagen. 2002 in Basel besiegten die Österreicher mit neuen Partnern die Letten erneut, die beide Spiele in drei Sätzen verloren.
Ab 2003 trat Krūmiņš mit Ruslans Sorokins an und erreichte in den folgenden Jahren zwei Endspiele von Challenger-Turnieren. 2006 und 2008 spielte das Duo nur noch in Brünn.